# داني هودج
داني هودج (بالإنجليزية: Danny Hodge)‏ (مواليد 13 مايو 1932) هو ملاكم أمريكي، مثّل بلاده في الألعاب الأولمبية الصيفية في دورتي 1952 و1956.

## روابط خارجية
- داني هودج على موقع بوكس ريك (الإنجليزية) (registration required)
- داني هودج على موقع قاعدة بيانات المصارعة الدولية (الإنجليزية)
- داني هودج على موقع CageMatch worker (الإنجليزية)
- داني هودج على موقع عالم المصارعة على الإنترنت (الإنجليزية)
- داني هودج على موقع اللجنة الأولمبية الدولية (الإنجليزية)
- داني هودج على موقع أوليمبيديا (الإنجليزية)